# Original Hits
Albums de Pitbull
Planet Pit
(2011) Global Warming
(2012)
Original Hits est une compilation de Pitbull, sortie le 8 mai 2012.
L'album s'est classé 13e au Top Rap Albums, 19e au Top R&B/Hip-Hop Albums, 20e au Top Independent Albums et 134e au Billboard 200.

## Liste des titres
| No  | Titre                                                    | Album original                   | Durée |
| --- | -------------------------------------------------------- | -------------------------------- | ----- |
| 1.  | The Anthem (featuring Lil Jon)                           | The Boatlift                     |       |
| 2.  | Culo (featuring Lil Jon)                                 | M.I.A.M.I.                       | 3:39  |
| 3.  | Go Girl (featuring Trina et Young Bo$$)                  | The Boatlift                     | 3:49  |
| 4.  | Hey You Girl                                             | El Mariel                        | 3:46  |
| 5.  | Dammit Man Remix (featuring Lil' Flip)                   | M.I.A.M.I.                       | 3:46  |
| 6.  | Bojangles Remix (featuring Ying Yang Twins et Lil Jon)   | El Mariel                        | 4:29  |
| 7.  | Midnight (featuring Casely)                              | The Boatlift                     | 3:32  |
| 8.  | Ay Chico (Lengua Afuera)                                 | El Mariel                        | 3:25  |
| 9.  | Descarada (Dance) (featuring Vybz Kartel)                | El Mariel                        | 3:02  |
| 10. | Que Tu Sabes D'eso (featuring Fat Joe et Sinful)         | Inédit                           | 4:03  |
| 11. | Come See Me                                              | El Mariel                        | 3:07  |
| 12. | Fuego                                                    | El Mariel                        | 3:49  |
| 13. | Voodoo                                                   | El Mariel                        | 3:47  |
| 14. | Toma (featuring Lil Jon)                                 | M.I.A.M.I.                       | 3:33  |
| 15. | Shake (Interprété par Ying Yang Twins featuring Pitbull) | U.S.A. (United State of Atlanta) | 4:01  |

| 16. | Lemonhead Delight (featuring Vedo-No Shake et Bang) | 4:45 |
| 17. | Guilty by Association                               | 3:58 |
| 18. | Se Acabó                                            | 3:54 |